# 삼성 갤럭시 A9 (2018)
삼성 갤럭시 A9 (2018)은 삼성전자가 2018년 9월에 공개한 갤럭시 A 시리즈 소속 스마트폰으로 삼성 갤럭시 A8 (2018)의 후속작이다.